# Minipréparation
En biologie moléculaire, une minipréparation ou miniprep est une technique permettant d'extraire une petite quantité (100 ng à 5 μg) d'ADN sous forme de plasmide provenant de bactéries ayant subi une transformation, le plus souvent effectué sur Escherichia coli. 
Une application de cette technique pourrait être de transmettre un plasmide à quelques bactéries d'E. coli et de sélectionner dans un deuxième temps uniquement celles qui ont reçu ce plasmide en utilisant un marqueur génétique comme un gène conférant une résistance à un antibiotique.

Les étapes de la miniprep consistent à lyser les cellules par un détergent en milieu alcalin (SDS-NaOH) afin de libérer l'ADN génomique et plasmidique. L'ADN génomique et les protéines sont précipitées par de l'acétate de sodium. Le précipité est séparé par centrifugation, le surnageant contient l'ADN plasmidique. Celui-ci est précipité par de l'éthanol à 95 % et lavé par de l'éthanol à 70 % pour dissoudre les sels et restituer ses propriétés physico-chimiques à l'ADN.
L'ADN est précipité par un volume double d'éthanol ou un volume égal d'Isopropanol après l'ajout de cations qui neutralisent les charges négatives de la molécule.

## Protocole

### Réactifs
- TGE : Tris pH 8 25 mM ; Glucose 50 mM ; EDTA 10 mM
- Acétate de potassium de lyse alcaline : 60 ml d’acétate de potassium 5 M ; 11,5 ml d’acide acétique glacial ; 28,5 ml d’eau
- Solution de lyse (à préparer au moment même) : 3,5 ml d’eau stérile ; 1 ml de NaOH 1M ; 0,5 ml SDS 10 %
- Phénol/chloroforme/alcool isoamylique (25/24/1)
- Éthanol absolu
- Éthanol 70 %

### Préalables
1. Inoculer 3 ml de milieu 853 sélectif (avec antibiotique) avec un tip plongé dans une colonie, incuber pendant la nuit à 37 °C.
2. Le lendemain, prélever 1 ml de culture, transférer dans un eppendorf, centrifuger pendant 1 min à 13 000 tr/min et aspirer le surnageant.

### Méthode par lyse alcaline avec phénolisation (pour les souches MC 1061, BJ et JC 5176)
1. Placer les eppendorfs à 4° sur glace.
2. Resuspendre le culot dans 100 µl de TGE refroidi, vortexer.
3. Ajouter 200 µl de solution de lyse NaOH/SDS, mélanger en inversant deux trois fois le tube. Laisser incuber 2 min (lysat clair observable).
4. Ajouter 150 µl d’acétate de potassium refroidi.
5. Laisser 5 min sur glace.
6. Centrifuger à 4 °C pendant 10 min.
7. Transvaser le surnageant dans un tube neuf.
8. Extraction en ajoutant 450 µl de phénol, vortexer et centrifuger à température ambiante.
9. Transférer la phase supérieure dans un tube neuf.
10. Ajouter 1 ml d’éthanol 100 %, précipiter sur glace durant 5 min et centrifuger 10 min à 13 000 tr/min. Aspirer le surnageant et rincer avec 500 µl d’éthanol 70 %.
11. Aspirer le surnageant, sécher le culot entre 2 et 5 min à la speedvac.
12. Resuspendre le culot dans 50 µl d’eau stérile.

### Méthode par lyse alcaline sans phénol (méthode pour XL1 blue)
1. Resuspendre le culot dans 100 µl de TGE.
2. Attendre 5 min.
3. Ajouter 200 µl de solution de lyse SDS/NaOH.
4. Ajouter 150 µl d’acétate de potassium.
5. Mettre à –18 °C pendant au maximum 10 min.
6. Transvaser le surnageant dans un nouveau tube.
7. Ajouter 500 µl d’éthanol 100 %, centrifuger 3 min et aspirer le surnageant.
8. Rincer avec 500 µl d’éthanol 70 %, centrifuger 1 min et aspirer le surnageant.
9. Sécher le culot à la speedvac (2 à 5 min).
10. Resuspendre dans 30 µl d’eau.